# Estilo internacional (arquitectura)

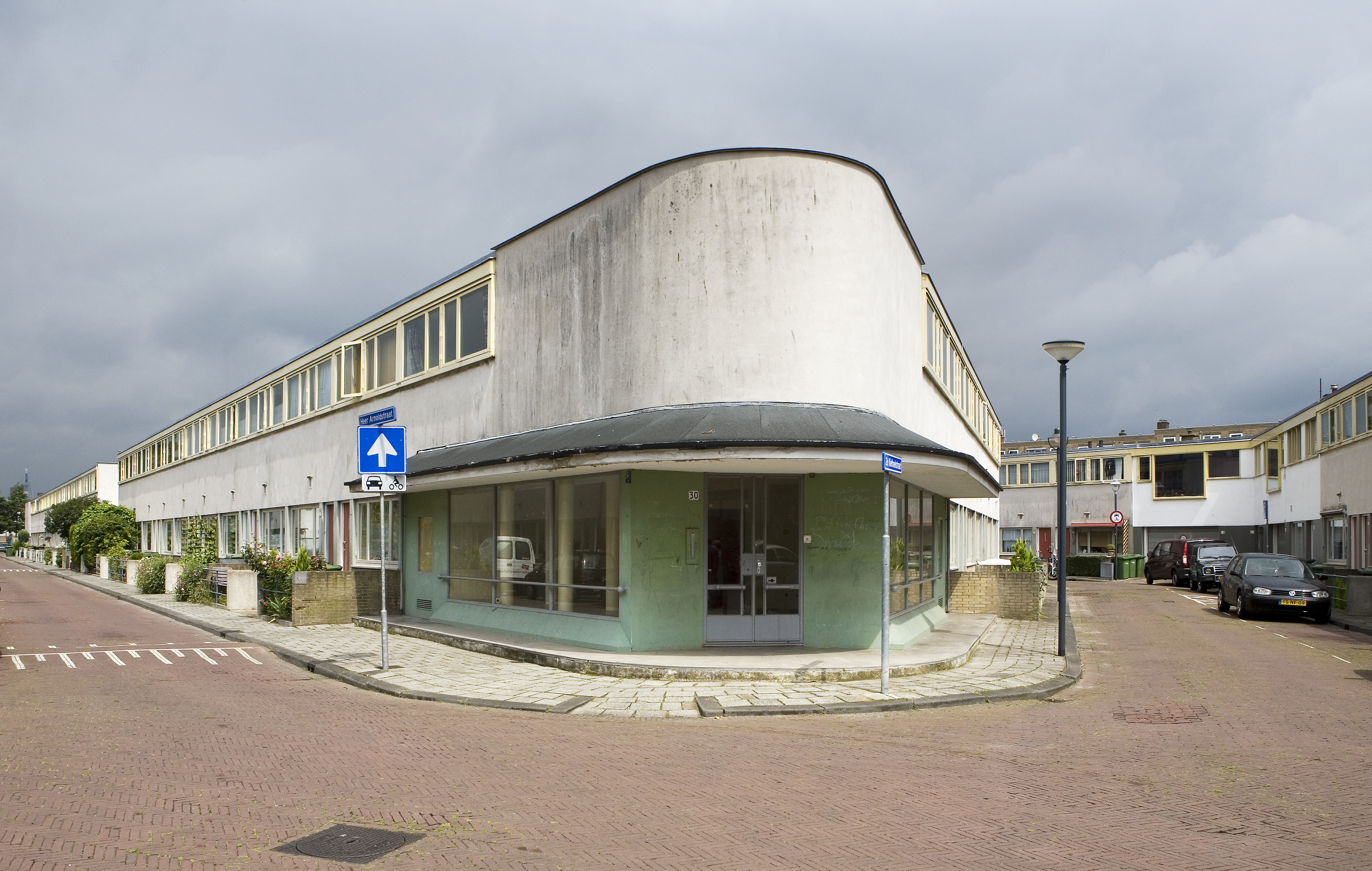
Vivienda Kiefhoek, Róterdam, por Jacobus Oud.

El estilo internacional o internacionalismo es un estilo arquitectónico importante que se desarrolló en las décadas de 1920 y 1930 y estuvo estrechamente relacionado con el modernismo, el racionalismo y la arquitectura moderna. Fue definido por primera vez por los curadores del Museo de Arte Moderno Henry-Russell Hitchcock y Philip Johnson en 1932, basándose en obras de arquitectura de la década de 1920. Los términos arquitectura racionalista y movimiento moderno se usan a menudo indistintamente con estilo internacional, aunque el primero se usa mayoritariamente en el mundo de habla anglosajona para referirse específicamente al racionalismo italiano, o incluso el Estilo Internacional que se desarrolló en toda Europa.
El Instituto de Investigación Getty lo define como «el estilo de arquitectura que surgió en los Países Bajos, Francia y Alemania después de la Primera Guerra Mundial y se extendió por todo el mundo, convirtiéndose en el estilo arquitectónico dominante hasta la década de 1970. El estilo se caracteriza por un énfasis sobre el volumen sobre la masa, el uso de materiales industriales livianos producidos en masa, el rechazo de todo ornamento y color, las formas modulares repetitivas y el uso de superficies planas, típicamente alternadas con áreas de vidrio».

## Antecedentes
A principios del siglo XX, varios arquitectos de todo el mundo comenzaron a desarrollar nuevas soluciones arquitectónicas para integrar los precedentes tradicionales con las nuevas demandas sociales y posibilidades tecnológicas. La obra de Victor Horta y Henry van de Velde en Bruselas, Antoni Gaudí en Barcelona, Otto Wagner en Viena y Charles Rennie Mackintosh en Glasgow, entre muchos otros, puede verse como una lucha común entre lo viejo y lo nuevo. Estos arquitectos no fueron considerados parte del Estilo Internacional porque practicaban de manera «individualista» y eran vistos como los últimos representantes del Romanticismo.
El estilo internacional se remonta a los edificios diseñados por un pequeño grupo de modernistas, entre cuyas figuras principales se incluyen Ludwig Mies van der Rohe, Jacobus Oud, Le Corbusier, Richard Neutra y Philip Johnson.
El fundador de la escuela Bauhaus, Walter Gropius, junto con el destacado instructor de la Bauhaus, Ludwig Mies van der Rohe, se hicieron conocidos por las estructuras de acero que empleaban muros cortina de vidrio. Uno de los primeros edificios modernos del mundo donde se puede ver esto es una fábrica de zapatos diseñada por Gropius en 1911 en Alfeld, Alemania, llamada edificio Fagus Works. El primer edificio, construido íntegramente según los principios de diseño de la Bauhaus, fue la Haus am Horn de hormigón y acero, construida en 1923 en Weimar, Alemania, diseñada por Georg Muche. Gropius diseñó el edificio de la escuela Bauhaus en Dessau, construido entre 1925 y 1926, y el Centro de Graduados de Harvard (Cambridge, Massachusetts; 1949-50), también conocido como el Complejo Gropius, exhibe líneas limpias y una «preocupación por los espacios interiores ordenados».
Marcel Breuer, un líder reconocido en la arquitectura Béton Brut (brutalista) y notable alumno de la Bauhaus, que también fue pionero en el uso de madera contrachapada y tubos de acero en el diseño de muebles, y que tras dejar la Bauhaus enseñaría más tarde junto a Gropius en Harvard, es también un importante contribuyente al Modernismo y al Estilo Internacional.
Antes de utilizar el término «estilo internacional», algunos arquitectos estadounidenses, como Louis Sullivan, Frank Lloyd Wright e Irving Gill, ejemplificaban cualidades de simplificación, honestidad y claridad. Wasmuth Portfolio de Frank Lloyd Wright se había exhibido en Europa e influyó en el trabajo de los modernistas europeos, y sus viajes allí probablemente influyeron en su propio trabajo, aunque se negó a ser categorizado con ellos. Sus edificios de los años 1920 y 1930 mostraron claramente un cambio en el estilo del arquitecto, pero en una dirección diferente al estilo internacional.
En Europa, el movimiento moderno en arquitectura se había llamado Funcionalismo o Neue Sachlichkeit (Nueva Objetividad), L'Esprit Nouveau, o simplemente Modernismo y estaba muy preocupado por la unión de una nueva forma arquitectónica y una reforma social, creando una sociedad más abierta y transparente.

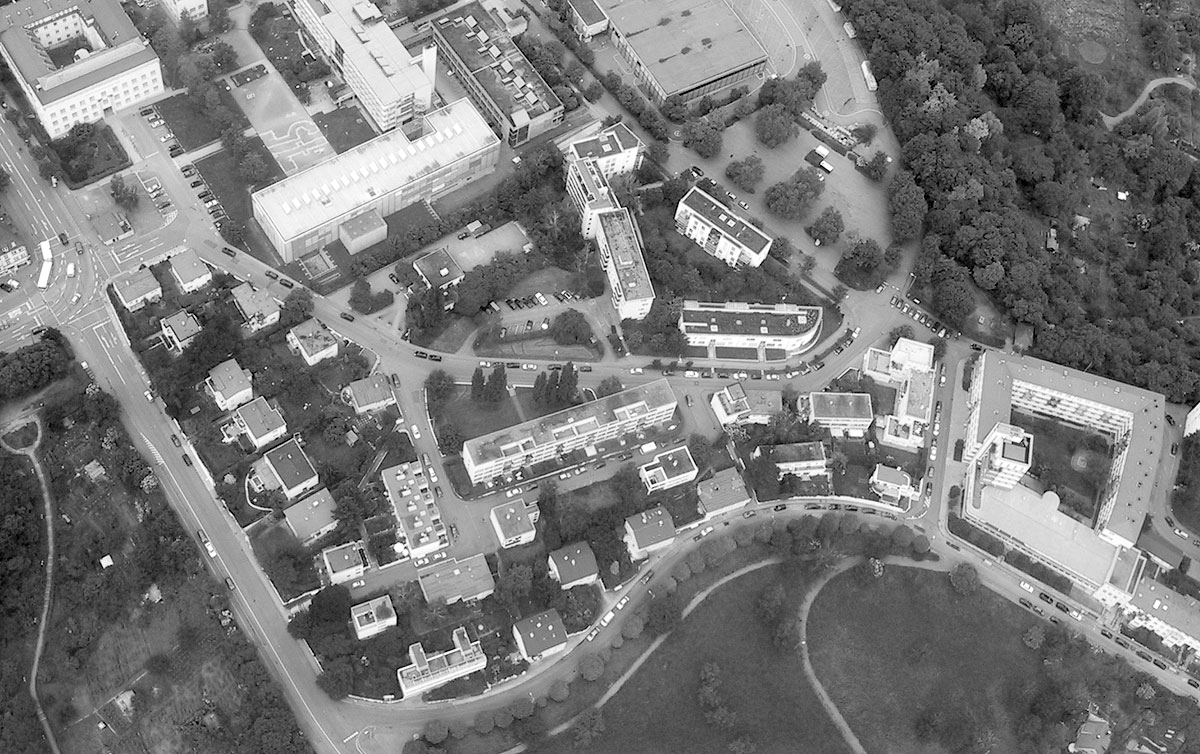
La finca Weissenhof, Stuttgart, Alemania (1927).

El «estilo internacional», tal como lo definieron Hitchcock y Johnson, se había desarrollado en la Europa occidental de la década de 1920, moldeado por las actividades del movimiento holandés De Stijl, Le Corbusier, el Deutscher Werkbund y la Bauhaus. Le Corbusier había adoptado estrategias tayloristas y fordistas adoptadas de los modelos industriales estadounidenses para reorganizar la sociedad. Contribuyó a una nueva revista llamada L'Esprit Nouveau que defendía el uso de técnicas y estrategias industriales modernas para crear un nivel de vida más alto en todos los niveles socioeconómicos. En 1927, una de las primeras y más definitorias manifestaciones del estilo internacional fue la finca Weissenhof en Stuttgart, supervisada por Ludwig Mies van der Rohe. Fue enormemente popular, con miles de visitantes diarios.

## Exposición del MoMA de 1932

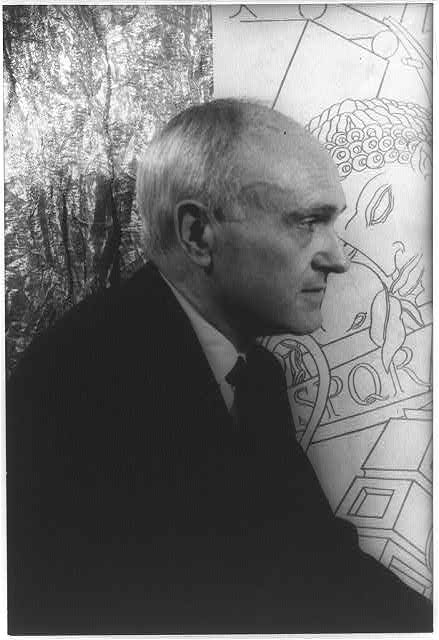
Philip Johnson codefinió el estilo internacional con Henry-Russell Hitchcock cuando era un joven graduado universitario y más tarde se convirtió en uno de sus practicantes.

La exposición Modern Architecture: International Exhibition se desarrolló del 9 de febrero al 23 de marzo de 1932, en el Museo de Arte Moderno (MoMA), en el Edificio Heckscher en la Quinta Avenida y la Calle 56 de Nueva York. Más allá de un vestíbulo y una oficina, la exposición se dividió en seis salas: la sección «Arquitectos modernos» comenzó en la sala de entrada, presentando un modelo del desarrollo de viviendas de la calle Chrystie-Forsyth de William Lescaze en Nueva York. Desde allí, los visitantes se trasladaron a la céntrica Sala A, que presenta un modelo de un desarrollo de viviendas de media altura para Evanston, Illinois, realizado por los hermanos arquitectos de Chicago Monroe Bengt Bowman e Irving Bowman, así como un modelo y fotografías de Walter Gropius. Edificio Bauhaus en Dessau. En el espacio de exposición más grande, la Sala C, se encontraban obras de Le Corbusier, Ludwig Mies van der Rohe, J. J. P. Oud y Frank Lloyd Wright (incluido un proyecto para una casa en Mesa en Denver, 1932). La Sala B era una sección titulada «Vivienda», que presentaba «la necesidad de un nuevo entorno doméstico», tal como la había identificado el historiador y crítico Lewis Mumford. En la Sala D había obras de Raymond Hood (incluida «Apartment Tower in the Country» y el edificio McGraw-Hill) y Richard Neutra. En la Sala E había una sección titulada «El alcance de la arquitectura moderna», agregada en el último minuto, que incluía las obras de treinta y siete arquitectos modernos de quince países que se decía que estaban influenciados por las obras de los europeos de la década de 1920. Entre estas obras se mostró el edificio de oficinas del periódico Turun Sanomat de Alvar Aalto en Turku, Finlandia.
Después de una exposición de seis semanas en la ciudad de Nueva York, la exposición realizó una gira por los EE. UU. (la primera «exposición itinerante» de arquitectura en los EE. UU.) durante seis años.

### Curadores
El director del MoMA, Alfred H. Barr, contrató al historiador y crítico de arquitectura Henry-Russell Hitchcock y a Philip Johnson para curar la primera exposición arquitectónica del museo. Los tres realizaron juntos una gira por Europa en 1929. Los tres también hablaron sobre el libro de Hitchcock sobre arte moderno. En diciembre de 1930 se redactó la primera propuesta escrita para una exposición de la «nueva arquitectura», pero el primer borrador del libro no estuvo completo hasta algunos meses después.

### Publicaciones
La exposición de 1932 dio lugar a dos publicaciones de Hitchcock y Johnson:
- El catálogo de la exposición «Modern Architecture: International Exhibition»[22]
- El libro The International Style: Architecture Since 1922, publicado por W. W. Norton & Co. en 1932.
  - reimpreso en 1997 por W. W. Norton & Company[23]

Antes de la exposición y el libro de 1932, Hitchcock se había ocupado de los temas de la arquitectura moderna en su libro de 1929 Modern Architecture: Romanticism and Reintegration.
Según Terence Riley: «Irónicamente, el catálogo (de la exposición) y, en cierta medida, el libro The International Style, publicado al mismo tiempo que la exposición, han suplantado el acontecimiento histórico real».

### Definición
El catálogo de la exposición de Hitchcock y Johnson identificó tres principios del estilo: volumen de espacio (en contraposición a masa y solidez), regularidad y flexibilidad.
Hitchcock y Johnson identificaron tres principios: la expresión del volumen en lugar de la masa, el énfasis en el equilibrio en lugar de la simetría preconcebida y la expulsión del ornamento aplicado.
Las características comunes del estilo internacional incluyen: una simplificación radical de la forma, el rechazo del ornamento y la adopción del vidrio, el acero y el hormigón como materiales preferidos. Además, la transparencia de los edificios, la construcción (llamada expresión honesta de la estructura) y la aceptación de técnicas industrializadas de producción en masa contribuyeron a la filosofía de diseño del estilo internacional. Finalmente, el arquitecto internacional utilizó la estética de la máquina y las decisiones de diseño lógico que conducían a respaldar la función del edificio para crear edificios que iban más allá del historicismo. Los ideales del estilo se resumen comúnmente en tres lemas: el ornamento es un crimen, la verdad para los materiales, la forma sigue a la función; y la descripción de Le Corbusier: «Una casa es una máquina para vivir».

### Omisiones notables
La exposición excluyó otros estilos contemporáneos que exploraban los límites de la arquitectura en ese momento, incluidos: art déco; el expresionismo alemán, por ejemplo las obras de Hermann Finsterlin; y el movimiento organicista, popularizado en la obra de Antoni Gaudí. Como resultado de la exposición de 1932, se respaldaron los principios del estilo internacional, mientras que otros estilos se clasificaron como menos significativos.
En 1922, el concurso para la Tribune Tower y su famoso segundo lugar de Eliel Saarinen dieron una idea de lo que estaba por venir, aunque Hitchcock y Johnson no habrían aceptado estas obras como representativas del «estilo internacional». De manera similar, Johnson, al escribir sobre la recién terminada Nueva Escuela de Investigación Social de Joseph Urban en Nueva York, afirmó: «En la Nueva Escuela tenemos una anomalía en un edificio que se supone tiene un estilo arquitectónico basado en el desarrollo del plan desde la función y fachada del plano pero que está formal y pretenciosamente concebido como un palacio renacentista. La admiración de Urban por el Nuevo Estilo es más completa que su comprensión».
El trabajo del arquitecto californiano Rudolph Schindler no formaba parte de la exposición, aunque Schindler había rogado a Hitchcock y Johnson que se incluyeran. Luego, «durante más de 20 años, Schindler había lanzado intermitentemente una serie de intercambios enérgicos y cascarrabias con el museo».

## 1932-1944

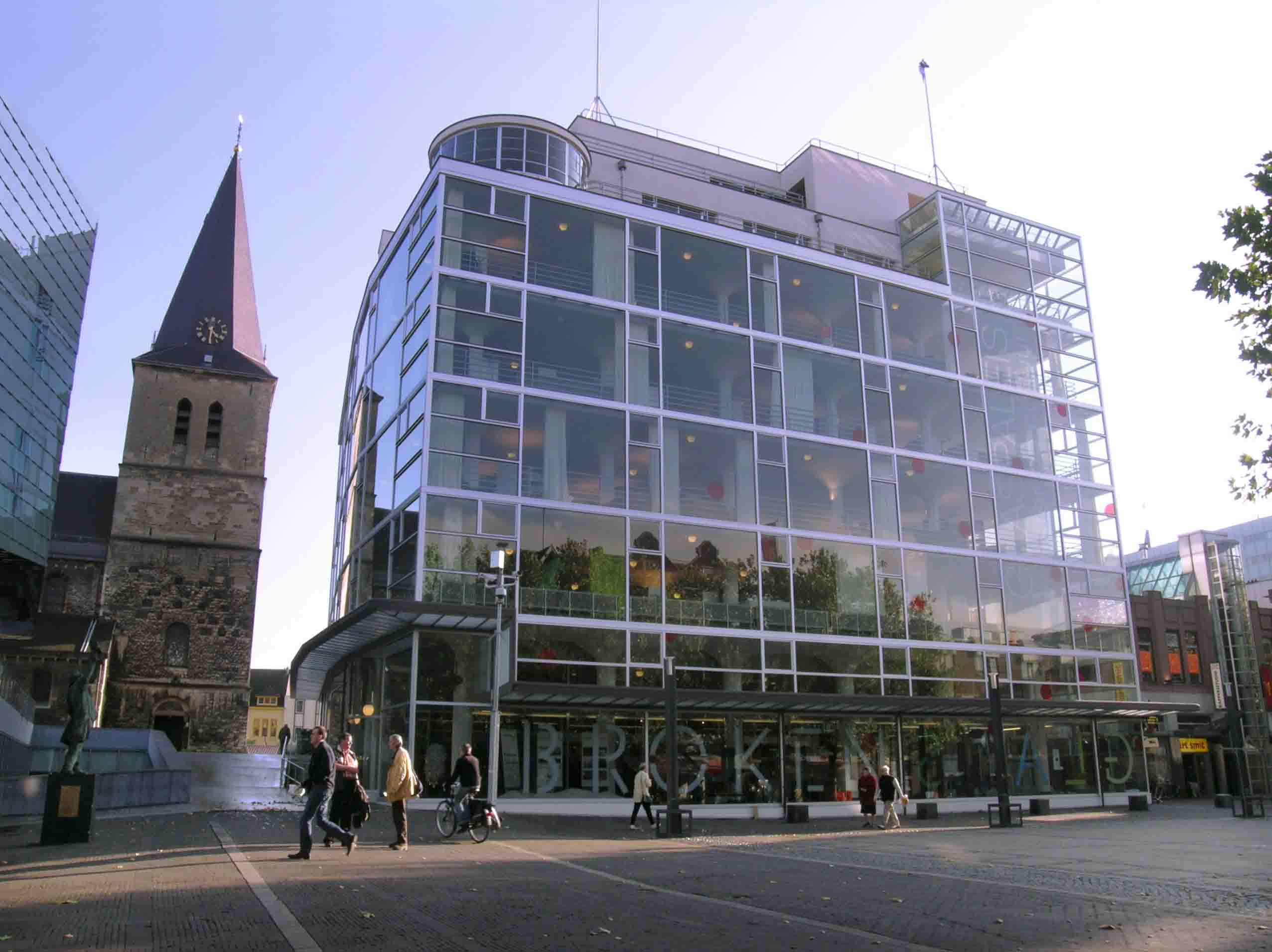
El Glaspaleis, Heerlen, Países Bajos, Frits Peutz (1935).

El ascenso gradual del régimen nazi en la Alemania de Weimar en la década de 1930 y el rechazo de los nazis a la arquitectura moderna significaron que toda una generación de arquitectos vanguardistas, muchos de ellos judíos, se vieron obligados a abandonar la Europa continental. Algunos, como Mendelsohn, encontraron refugio en Inglaterra, mientras que un número considerable de arquitectos judíos se dirigieron a Palestina y otros a Estados Unidos. Sin embargo, la política anticomunista estadounidense después de la guerra y el influyente rechazo del funcionalismo por parte de Philip Johnson han tendido a enmascarar el hecho de que muchos de los arquitectos importantes, incluidos los que contribuyeron al proyecto original de Weissenhof, huyeron a la Unión Soviética . Este grupo también tendía a estar mucho más preocupado por el funcionalismo y su agenda social. Bruno Taut, Mart Stam, el segundo director de la Bauhaus, Hannes Meyer, Ernst May y otras figuras importantes del Estilo Internacional fueron a la Unión Soviética en 1930 para emprender enormes, ambiciosos e idealistas proyectos de planificación urbana, construyendo ciudades enteras desde cero. En 1936, cuando Stalin les ordenó salir del país, muchos de estos arquitectos se convirtieron en apátridas y buscaron refugio en otros lugares; por ejemplo, Ernst May se mudó a Kenia

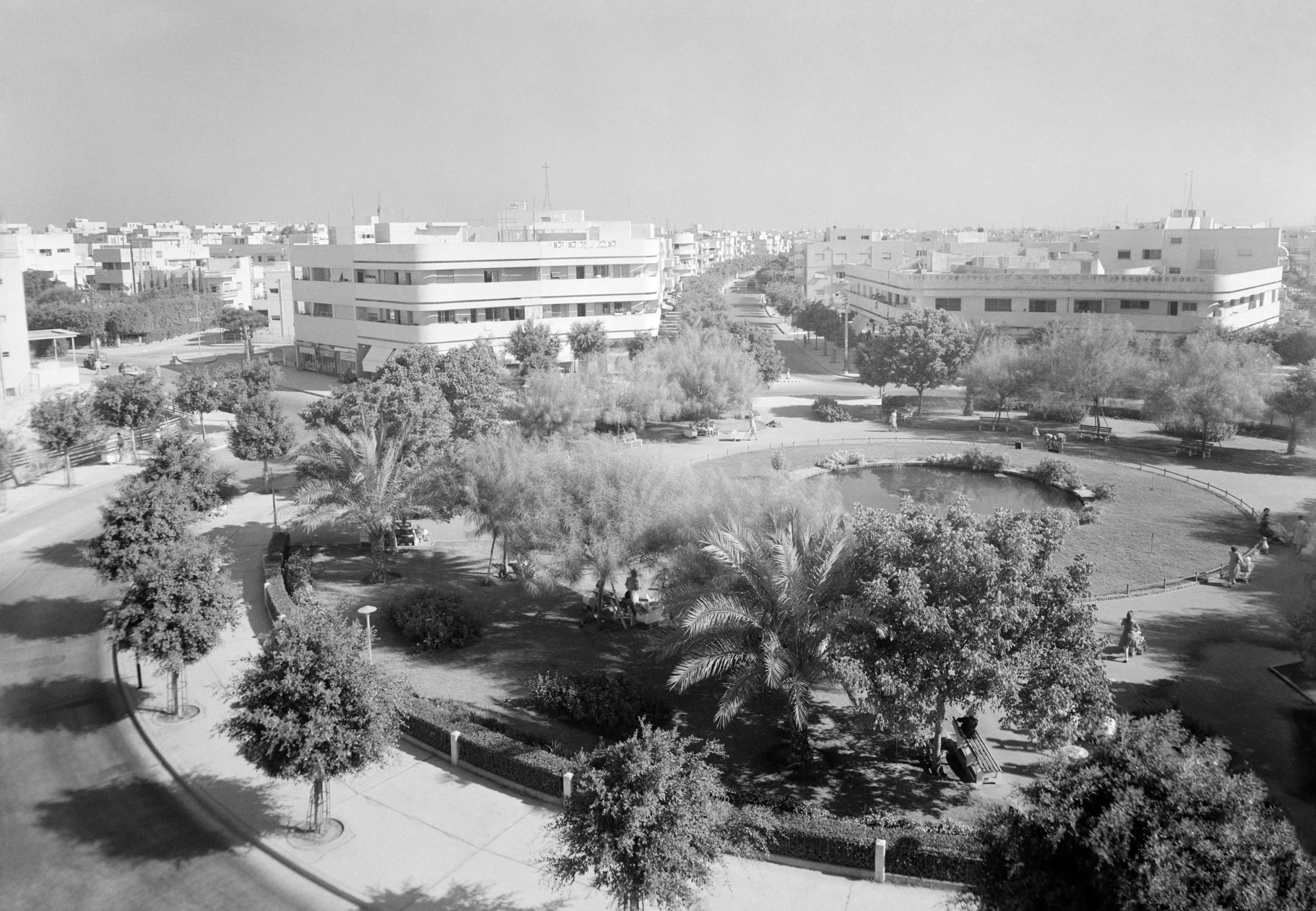
Plaza Dizengoff, ciudad blanca de Tel Aviv, de Genia Averbuch, 1934.

La ciudad blanca de Tel Aviv es un conjunto de más de 4.000 edificios construidos al estilo internacional en la década de 1930. Muchos arquitectos judíos que estudiaron en la escuela alemana Bauhaus diseñaron aquí edificios importantes. Una gran proporción de los edificios construidos en estilo internacional se pueden encontrar en el área planificada por Patrick Geddes, al norte del principal centro comercial histórico de Tel Aviv. En 1994, la UNESCO proclamó a la ciudad blanca Patrimonio de la Humanidad, describiendo la ciudad como «una síntesis de destacada importancia de las diversas tendencias del Movimiento Moderno en arquitectura y urbanismo de principios del siglo XX». En 1996, la Ciudad Blanca de Tel Aviv fue catalogada como sitio en peligro del Fondo Mundial de Monumentos.

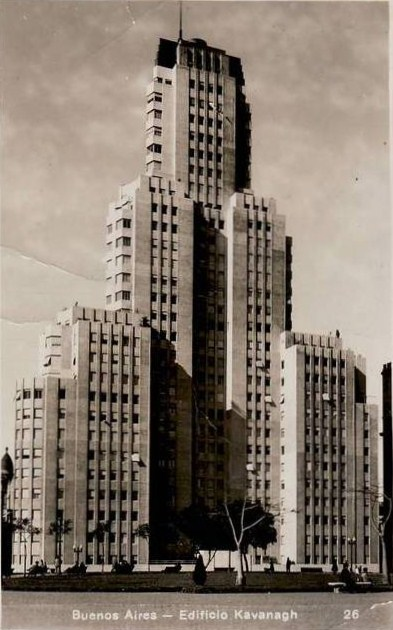
El Edificio Kavanagh en Buenos Aires, de Sánchez, Lagos & de la Torre (1936).

La zona residencial de Södra Ängby en el oeste de Estocolmo, Suecia, combinaba un estilo internacional o funcionalista con los ideales de la ciudad jardín. Con más de 500 edificios, la mayoría de ellos diseñados por Edvin Engström, sigue siendo la zona de villas funcionalista coherente o de «estilo internacional» más grande de Suecia y posiblemente del mundo, y todavía está bien conservada más de medio siglo después de su construcción en 1933. 40 y protegido como patrimonio cultural nacional.
Zlín es una ciudad de la República Checa que fue completamente reconstruida en los años 30 según los principios del funcionalismo. En aquella época la ciudad era la sede de la empresa Bata Shoes y Tomáš Bata inició una compleja reconstrucción de la ciudad inspirada en el funcionalismo y el movimiento de la ciudad jardín. El Memorial Tomas Bata es el monumento más valioso del funcionalismo de la región de Zlín. Es una paráfrasis moderna de las construcciones del período del alto estilo gótico: el sistema de soporte y vidrieras de colores y el esqueleto de hormigón armado y vidrio.
Con el ascenso del nazismo, varios arquitectos modernos europeos clave huyeron a Estados Unidos. Cuando Walter Gropius y Marcel Breuer huyeron de Alemania, ambos llegaron a la Escuela de Graduados en Diseño de Harvard, en una excelente posición para extender su influencia y promover la Bauhaus como la fuente principal del modernismo arquitectónico. Cuando Mies huyó en 1938, primero huyó a Inglaterra, pero al emigrar a los Estados Unidos fue a Chicago, fundó la Segunda Escuela de Chicago en el IIT y solidificó su reputación como un prototipo de arquitecto moderno.

## 1945-presente

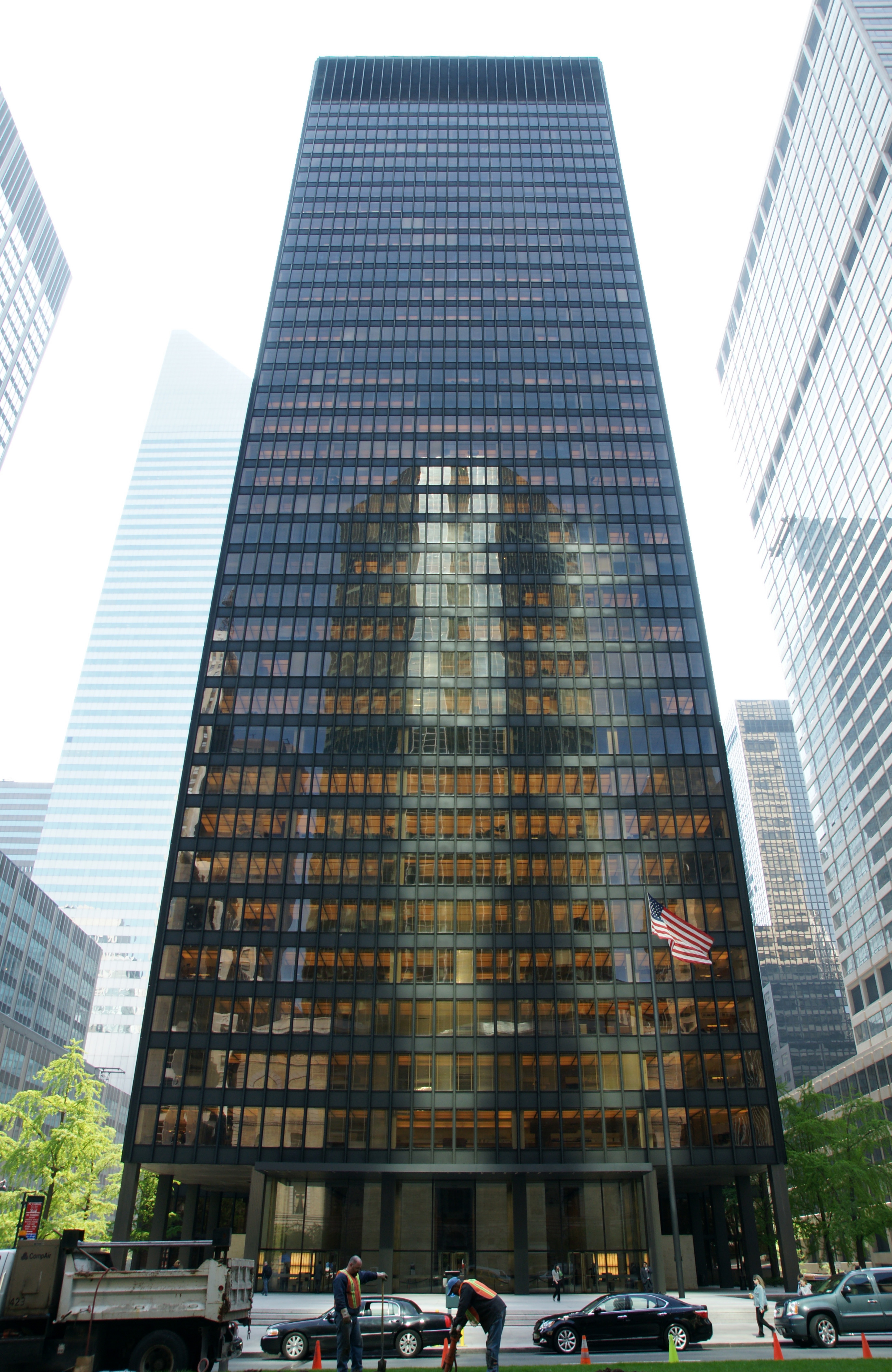
Edificio Seagram, Nueva York, Ludwig Mies van der Rohe (1958)

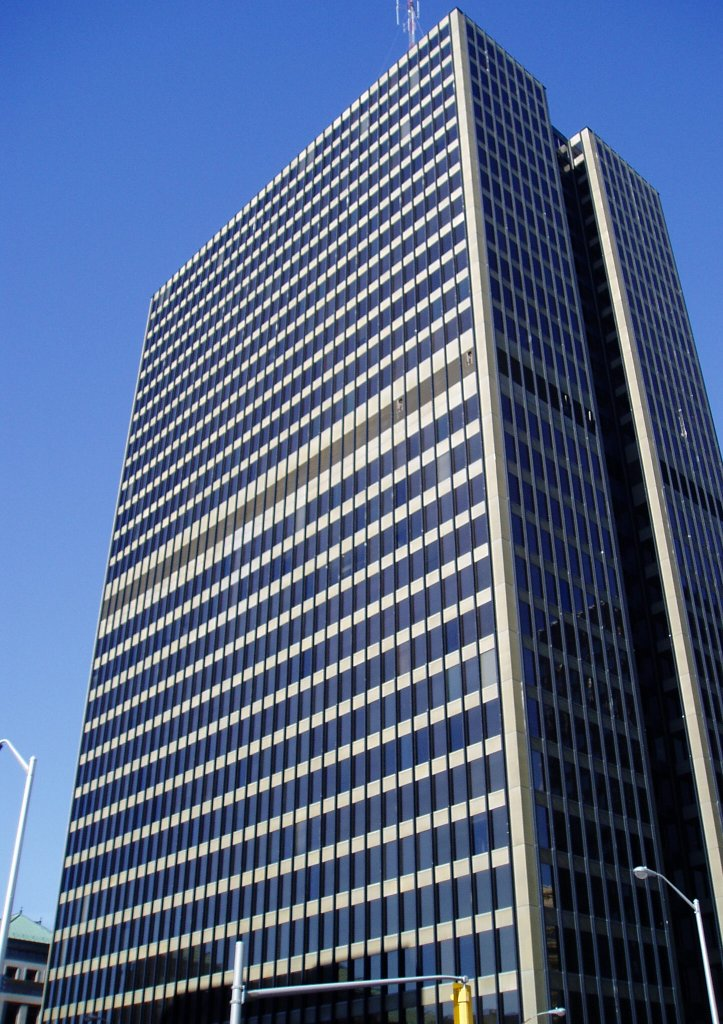
Torre C de la Place de Ville.

Después de la Segunda Guerra Mundial, el Estilo Internacional maduró; Hellmuth, Obata & Kassabaum (más tarde rebautizada como HOK) y Skidmore, Owings and Merrill (SOM) perfeccionaron la práctica corporativa y se convirtió en el enfoque dominante durante décadas en Estados Unidos y Canadá. Comenzando con los inventos técnicos y formales iniciales de 860-880 Lake Shore Drive Apartments en Chicago, sus ejemplos más famosos incluyen la sede de la Organización de las Naciones Unidas, la Lever House, el Seagram Building en la ciudad de Nueva York y el campus de la Academia de la Fuerza Aérea de los Estados Unidos en Colorado Springs, Colorado, así como el Toronto-Dominion Centre en Toronto . Se pueden encontrar más ejemplos en edificios institucionales de mediados de siglo en toda América del Norte y la «arquitectura corporativa» se extendió desde allí, especialmente a Europa.
En Canadá, este período coincidió con un importante auge de la construcción y pocas restricciones a los proyectos de construcción masivos. Los rascacielos de estilo internacional llegaron a dominar muchas de las principales ciudades de Canadá, especialmente Ottawa, Montreal, Vancouver, Calgary, Edmonton, Hamilton y Toronto. Si bien estas cajas de vidrio fueron al principio únicas e interesantes, la idea pronto se repitió hasta el punto de hacerse ubicuidad. Un ejemplo típico es el desarrollo de la llamada Place de Ville, un conglomerado de tres rascacielos de cristal en el centro de Ottawa, donde se desarrollaron los planes del promotor inmobiliario Robert Campeau de mediados de los años 1960 y principios de los 1970, en palabras del historiador Robert W. Collier., «contundente y abrasivo, no era muy querido en el Ayuntamiento», no tenía en cuenta los planes de la ciudad existente, «construido con desprecio por la ciudad existente y por las responsabilidades de la ciudad en las áreas clave de transporte y uso del suelo Los arquitectos intentaron darle nuevas vueltas a este tipo de torres, como la del Ayuntamiento de Toronto del arquitecto finlandés Viljo Revell. A finales de la década de 1970 se estaba produciendo una reacción contra el modernismo: destacados antimodernistas como Jane Jacobs y George Baird tenían su base en parte en Toronto.
El típico rascacielos de estilo internacional o «arquitectura corporativa» suele constar de lo siguiente:
1. Huella cuadrada o rectangular.
2. Forma cúbica simple de «rectángulo extruido».
3. Ventanas que se ejecutan en filas horizontales rotas formando una cuadrícula.
4. Todos los ángulos de la fachada son de 90 grados.

En el año 2000 la UNESCO proclamó la Ciudad Universitaria de Caracas, en Caracas, Venezuela, como Patrimonio de la Humanidad, describiéndola como «una obra maestra del urbanismo, la arquitectura y el arte moderno, creada por el arquitecto venezolano Carlos Raúl Villanueva y un grupo de distinguidos vanguardistas artistas».
En junio de 2007 la UNESCO proclamó la Ciudad Universitaria de la Universidad Nacional Autónoma de México (UNAM), en la Ciudad de México, Patrimonio de la Humanidad por su relevancia y aporte en cuanto al movimiento de estilo internacional. Fue diseñado a finales de los años 1940 y construido a mediados de los años 1950 basándose en un plan maestro creado por el arquitecto Enrique del Moral. Su idea original fue enriquecida por otros estudiantes, profesores y diversos profesionales de diversas disciplinas. La universidad alberga murales de Diego Rivera, Juan O'Gorman y otros. La universidad también cuenta con el Estadio Olímpico (1968). En sus primeros años de práctica, el ganador del Premio Pritzker y arquitecto mexicano Luis Barragán diseñó edificios al estilo internacional. Pero luego evolucionó hacia una arquitectura local más tradicional. Otros arquitectos mexicanos notables del Estilo Internacional o época moderna son Carlos Obregón Santacilia, Augusto H. Álvarez, Mario Pani, Federico Mariscal, Vladimir Kaspé, Enrique del Moral, Juan Sordo Madaleno, Max Cetto, entre muchos otros.
En Brasil, Oscar Niemeyer propuso un estilo internacional más orgánico y sensual. Diseñó los hitos políticos (sede de los tres poderes estatales) de la nueva y planificada capital Brasilia. El plan maestro de la ciudad fue propuesto por Lúcio Costa.

## Crítica
En 1930, Frank Lloyd Wright escribió: «Las casas humanas no deberían ser como cajas, ardiendo al sol, ni deberíamos ultrajar a la Máquina tratando de hacer que las viviendas sean demasiado complementarias a la Maquinaria».
En el ensayo de 1953 de Elizabeth Gordon, «The Threat to the Next America», criticó el estilo por considerarlo poco práctico, citando muchos casos en los que las «casas de cristal» son demasiado calurosas en verano y demasiado frías en invierno, vacías, quitan espacio privado, carecen de belleza y, en general, no son habitables. Además, acusó a los defensores de este estilo de quitarle a la gente el sentido de belleza y, por lo tanto, promover encubiertamente una sociedad totalitaria.
En 1966, el arquitecto Robert Venturi publicó Complexity and Contradiction in Architecture, esencialmente una crítica del tamaño de un libro del estilo internacional. El historiador de la arquitectura Vincent Scully consideró el libro de Venturi como «probablemente el escrito más importante sobre la creación de arquitectura desde Hacia una arquitectura de Le Corbusier».
El autor estadounidense Tom Wolfe escribió una crítica que abarca un libro, De la Bauhaus a nuestra casa, retratando el estilo como elitista.
Se ha dicho que una de las supuestas fortalezas del Estilo Internacional es que las soluciones de diseño eran indiferentes a la ubicación, el sitio y el clima; se suponía que las soluciones serían universalmente aplicables; el estilo no hacía referencia a la historia local ni a la lengua vernácula nacional. Esto pronto fue identificado como una de las principales debilidades del estilo.
En 2006, Hugh Pearman, el crítico de arquitectura británico de The Times, observó que quienes utilizan este estilo hoy en día son simplemente «otra especie de revivalistas», destacando la ironía. La reacción negativa al modernismo internacionalista se ha relacionado con la antipatía pública hacia el desarrollo general.
En el prefacio de la cuarta edición de su libro Modern Architecture: A Critical History (2007), Kenneth Frampton argumentó que había habido un «preocupante sesgo eurocéntrico» en las historias de la arquitectura moderna. Este «eurocentrismo» incluía a Estados Unidos.

## Arquitectos
- Alvar Aalto
- Max Abramovitz
- Luis Barragán
- Welton Becket
- Pietro Belluschi
- Max Bill
- Marcel Breuer
- Roberto Burle Marx
- Gordon Bunshaft
- Natalia de Blois
- Henry N. Cobb
- George Dahl
- Joseph Emberton
- Bohuslav Fuchs
- Heydar Ghiai
- Bruce Graham
- Eileen Gray
- Walter Gropius
- Wallace Harrison
- Hermann Henselmann
- Raymond Hood
- George Howe
- Muzharul Islam
- Arne Jacobsen
- Marcel Janco
- John M. Johansen
- Philip Johnson
- Louis Kahn
- Dov Karmi
- Oskar Kaufmann
- Richard Kauffmann
- Fazlur Khan
- Le Corbusier
- William Lescaze
- Al Mansfeld
- Erich Mendelsohn
- Hannes Meyer
- Ludwig Mies van der Rohe
- Richard Neutra
- Oscar Niemeyer
- Eliot Noyes
- Jacobus Oud
- Nathaniel A. Owings
- Mario Pani
- I. M. Pei
- Ernst Plischke
- Zeev Rechter
- Viljo Revell
- Gerrit Rietveld
- Eero Saarinen
- Rudolf Schindler
- Michael Scott
- Arieh Sharon
- Louis Skidmore
- Raphael Soriano
- Edward Durell Stone
- Carlos Raúl Villanueva
- Leendert van der Vlugt
- Minoru Yamasaki
- The Architects' Collaborative
- Toyoo Itō

## Lectura adicional
- Boness, Stefan. Tel Aviv: The White City, Jovis, Berlín 2012,ISBN 978-3-939633-75-4
- Elderfield, John (ed.). Philip Johnson and the Museum of Modern Art, Museo de Arte Moderno, Nueva York, 1998
- Gössel, Gabriel. Functional Architecture. Funktionale Architektur. Le Style International. 1925–1940, Taschen, Berlín, 1990
- Riley, Terence. The International Style: Exhibition 15 and The Museum of Modern Art, Rizzoli, Nueva York, 1992
- Tabibi, Baharak   Exhibitions as the Medium of Architectural Reproduction – "Modern Architecture: International Exhibition", Departamento de Arquitectura, Universidad Técnica de Oriente Medio, 2005]

- Datos: Q162324
- Multimedia: International style / Q162324